# جایزه من بوکر از قلم افتاده
جایزهٔ من بوکر از قلم افتاده نسخه‌ای ویژه از جایزهٔ ادبی من بوکر بود که در سال ۲۰۱۰ و بر اساس رأی‌گیری عمومی، به رمانی از سال ۱۹۷۰ تعلق گرفت. دلیل در نظر گرفتن این نسخهٔ ویژه آن بود که به علت تغییر قوانین داوری، کتاب‌های منتشره در سال ۱۹۷۰ واجد شرایط لازم برای شرکت در جایزهٔ من بوکر سال ۱۹۷۱ نشدند. تا سال ۱۹۷۰ جایزهٔ من بوکر به بهترین کتاب منتشرشده در سال قبل تعلق می‌گرفت حال آنکه از سال ۱۹۷۱ به بعد جایزه به بهترین کتاب منتشرشده در همان سال تعلق می‌گیرد. به همین دلیل کتاب‌های منتشرشده در سال ۱۹۷۰ تا پیش از سال ۲۰۱۰ تحت داوری جایزهٔ من بوکر قرار نگرفتند. جایزهٔ من بوکر از قلم افتاده را جیمز گوردون فارل برای کتاب مشکلات برنده شد.